# Henk Rentink
Henk Renting (Sleen, 18 oktober 1954) is een Nederlands kunstschilder. 
Henk is de jongste van een boerengezin met vier kinderen. Na de mulo, twee jaar meao, een baantje op kantoor en de militaire dienst wordt hij in 1977 niet toegelaten tot de Academie in Groningen. Als autodidact deed hij de noodzakelijke vakkennis op aan de Drentse Academie voor Amateurschilders (DACA) in Uffelte. Hier gaf hij tot 1985 tekenlessen. Toen het DACA in 1985 failliet ging gaf hij particulier tekenlessen. In 1989 verhuist hij naar Wijster en in 2000 Orvelte. Hier is zijn vaste expositie te zien in Museum Antiek. Andere tentoonstellingen waren onder andere in galerie Mohlmann in Appingedam, de Heidemij in Haren en het ministerie van VROM in Den Haag.
Henk Renting is autodidact in de kunst van het stilleven in olieverf. Zijn schilderstijl valt onder nieuw realisme waarbij hij werd geïnspireerd op een tentoonstelling met werk van Henk Helmantel. Hij schildert meest in olieverf. Onderwerpen zijn stillevens en trompe-l'oeil. 